# Herb gminy Paszowice
Herb gminy Paszowice – jeden z symboli gminy Paszowice.

Herb Księstwa jaworskiego za czasów księcia Henryka I

Herb Bolka II - męża ks. Agnieszki wg. Herbarza Geldrii

## Wygląd i symbolika
Herb przedstawia na tarczy w polu zielonym złoty trójkąt, a w nim postać księżnej Agnieszki w sukni czerwono-niebieskiej, we wdowim czepcu, a u jej stóp tarcze herbowe zwieńczone hełmami z labrami (orzeł dolnośląski i biało-czerwona szachownica - XIV-wieczny symbol księstwa jaworskiego. Oba elementy również prezentowane w herbie małżonka księżnej Agnieszki tj. Bolka II ). Po obu stronach księżnej umieszczono dwie złote lilie. 